# Patryk Makuch
Patryk Makuch (Łódź, 1999. április 11. –) lengyel labdarúgó, a Cracovia csatárja.

## Pályafutása
Makuch a lengyelországi Łódź városában született. Az ifjúsági pályafutását a helyi SMS Łódź csapatában kezdte, majd 2018-ban a Miedź Legnica akadémiájánál folytatta.
2019-ben mutatkozott be a Miedź Legnica első osztályban szereplő felnőtt csapatában. Először a 2019. április 13-ai, Arka Gdynia ellen 1–1-es döntetlennel zárult mérkőzés 87. percében, Artur Pikk cseréjeként lépett pályára. Első gólját 2019. szeptember 1-jén, a Wigry Suwałki ellen 2–1-re megnyert találkozón szerezte meg. A 2020–21-es szezon első felében a GKS Bełchatównál szerepelt kölcsönben. 2020. szeptember 12-én, a Nieciecza ellen 2–0-ra elvesztett bajnokin debütált.
2022. július 1-jén négyéves szerződést kötött a Cracovia együttesével. Először a 2022. július 18-ai, Górnik Zabrze ellen 2–0-ra megnyert mérkőzésen lépett pályára. 2022. július 29-én, a Legia Warszawa ellen hazai pályán 3–0-ás győzelemmel zárult találkozón megszerezte első gólját a klub színeiben.

## Statisztikák
2023. július 22. szerint
| Klub                       | Szezon   | Osztály     | Bajnokság | Bajnokság | Kupa és Ligakupa | Kupa és Ligakupa | Nemzetközi | Nemzetközi | Összesen | Összesen |
| Klub                       | Szezon   | Osztály     | Meccs     | Gól       | Meccs            | Gól              | Meccs      | Gól        | Meccs    | Gól      |
| -------------------------- | -------- | ----------- | --------- | --------- | ---------------- | ---------------- | ---------- | ---------- | -------- | -------- |
| Miedź Legnica              | 2018–19  | Ekstraklasa | 3         | 0         | 0                | 0                | —          | —          | 3        | 0        |
| Miedź Legnica              | 2019–20  | I Liga      | 30        | 2         | 2                | 1                | —          | —          | 32       | 3        |
| Miedź Legnica              | 2020–21  | I Liga      | 17        | 2         | 0                | 0                | —          | —          | 17       | 2        |
| Miedź Legnica              | 2021–22  | I Liga      | 31        | 14        | 1                | 0                | —          | —          | 32       | 14       |
| Miedź Legnica              | Összesen | Összesen    | 81        | 18        | 3                | 1                | 0          | 0          | 84       | 19       |
| GKS Bełchatów (kölcsönben) | 2020–21  | I Liga      | 16        | 3         | 0                | 0                | —          | —          | 16       | 3        |
| Cracovia                   | 2022–23  | Ekstraklasa | 32        | 6         | 1                | 0                | —          | —          | 33       | 6        |
| Cracovia                   | 2023–24  | Ekstraklasa | 1         | 0         | 0                | 0                | —          | —          | 1        | 0        |
| Cracovia                   | Összesen | Összesen    | 33        | 6         | 1                | 0                | 0          | 0          | 34       | 6        |
| Összesen                   | Összesen | Összesen    | 130       | 27        | 4                | 1                | 0          | 0          | 134      | 28       |

## Sikerei, díjai
Miedź Legnica
- I Liga
  - Feljutó (1): 2021–22